# Polesgo
Polesgo est une localité du département de Ouagadougou, dans la province de Kadiogo (région Centre) au Burkina Faso. En 2006, cette localité comptait 3 681 habitants dont 47,2 % de femmes.